# Добрянський Олександр Васильович
Олександр Васильович Добрянський — старший сержант Збройних Сил України, учасник російсько-української війни, який загинув під час російського вторгнення в Україну.

## Життєпис
Мешканець м. Христинівка, Черкаська область.
З перших днів російського вторгнення в Україну став на захист України. Загинув 26 березня 2022 року під час артилерійського обстрілу позицій Збройних Сил України. Йому було 41 рік.

## Нагороди
- орден «За мужність» III ступеня (2022) (посмертно) — за особисту мужність і самовіддані дії, виявлені у захисті державного суверенітету та територіальної цілісності України, вірність військовій присязі. [2]